# Vézelay
Vézelay – miejscowość i gmina we Francji, w regionie Burgundia-Franche-Comté, w departamencie Yonne.
Według danych na rok 1990 gminę zamieszkiwało 571 osób, a gęstość zaludnienia wynosiła 26 osób/km² (wśród 2044 gmin Burgundii Vézelay plasuje się na 410. miejscu pod względem liczby ludności, natomiast pod względem powierzchni na miejscu 375.).
Wzgórze i romańsko-gotycki kościół pielgrzymkowy La Madeleine w Vézelay (pocz. XII w.), należy do atrakcji turystycznych Francji, które zostały wpisane na listę światowego dziedzictwa UNESCO.
W Vézelay znajdują się relikwie św. Marii Magdaleny.